# Gastrodia confusa
Gastrodia confusa är en orkidéart som beskrevs av Masaji Masazi Honda och Takasi Tuyama. Gastrodia confusa ingår i släktet Gastrodia och familjen orkidéer. Inga underarter finns listade i Catalogue of Life.